# Paulina Łopatniuk
Paulina Łopatniuk (ur. 1981 w Gdańsku) – polska lekarka, patomorfolożka, blogerka, autorka książek, popularyzatorka nauki. Szerzej znana jako autorka bloga i profilu fejsbukowego Patolodzy na klatce.

## Życiorys
Absolwentka wydziału lekarskiego Gdańskiego Uniwersytetu Medycznego ze specjalizacją z patomorfologii. Pracuje w Katedrze i Zakładzie Fizjopatologii tego uniwersytetu medycznego jako młodsza specjalistka.
Od 2015 prowadzi bloga popularnonaukowego Patolodzy na klatce wraz z jego stroną na portalu społecznościowym.
W 2019 została laureatką nagrody Popularyzator Nauki w kategorii Media w XIV edycji konkursu organizowanego przez Ministerstwo Nauki i Szkolnictwa Wyższego oraz Polską Agencję Prasową. Autorka książek popularnonaukowych: Patolodzy. Panie doktorze, czy to rak? oraz Na własnej skórze. Mała książka o wielkim narządzie.
Jest członkinią Rady Upowszechniania Nauki Polskiej Akademii Nauk w kadencji 2019–2022 oraz 2023-2026. Profil Patolodzy na klatce na Facebooku obserwuje ponad 176 tys. osób (stan na sierpień 2024).

## Książki
- Paulina Łopatniuk, Patolodzy. Panie doktorze, czy to rak?, Wydawnictwo Poznańskie, 2019, ISBN 978-83-7976-042-8. Brak numerów stron w książce[5]
- Paulina Łopatniuk, Na własnej skórze. Mała książka o wielkim narządzie, Wydawnictwo Poznańskie, 2020, ISBN 978-83-66517-44-8. Brak numerów stron w książce[6]
- Paulina Łopatniuk, Dama z grasiczką. Zwykłe i niezwykłe historie medyczne oczami patolożki, Wydawnictwo Poznańskie, 2024, ISBN 978-83-66657-86-1. Brak numerów stron w książce[10][11]